# Neuvy-en-Mauges
Neuvy-en-Mauges ist eine Ortschaft und ehemalige Gemeinde mit 849 Einwohnern (Stand: 1. Januar 2022) im französischen Département Maine-et-Loire in der Region Pays de la Loire. Sie gehörte zum Arrondissement Cholet. Die Bewohner werden Neuvillois und Neuvilloises genannt.
Der Erlass des Präfekten vom 24. September 2015 legte mit Wirkung zum 15. Dezember 2015 die Eingliederung von Neuvy-en-Mauges als Commune déléguée gemeinsam mit zwölf bis dahin selbstständigen Gemeinden und Ortschaften zur Commune nouvelle Chemillé-en-Anjou fest.

## Geografie

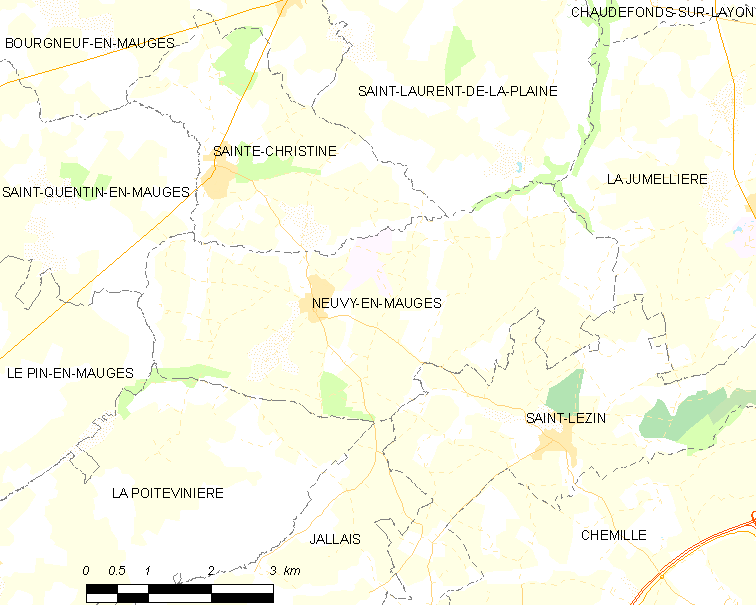
Karte von Neuvy-en-Mauges

Neuvy-en-Mauges liegt etwa 25 Kilometer südwestlich von Angers, etwa 50 Kilometer westlich von Saumur und etwa 27 Kilometer nordnordöstlich von Cholet in der Région naturelle der Mauges, Teil der historischen Provinz des Anjou. Das Gebiet von Neuvy-en-Mauges liegt äußersten Südosten des Armorikanischen Massivs inmitten einer hügeligen Landschaft mit Höhen bis 126 m im Südwesten, die durch die von Bauernhöfen unterbrochenen Bocages erschlossen wird. Das Ortszentrum liegt auf etwa 98 m. Das Ortsgebiet wird vom Fluss Jeu, der es im Norden begrenzt, sowie von kleineren, zeitweise trockenfallenden Nebenflüssen entwässert.
Umgeben wird Neuvy-en-Mauges von drei Nachbargemeinden und drei Communes déléguées von Chemillé-en-Anjou:
| Montrevault-sur-Èvre | Sainte-Christine (Commune déléguée) Mauges-sur-Loire |                                  |
|                      | Kompassrose, die auf Nachbargemeinden zeigt          | La Jumellière (Commune déléguée) |
| Beaupréau-en-Mauges  |                                                      | Saint-Lézin (Commune déléguée)   |

## Toponymie und Geschichte
Der Name Neuvy kommt vom altfranzösischen neuf vy (deutsch neues Dorf), vy vom lateinischen vicus (deutsch Dorf).
Frühe Formen des Ortsnamens waren:
Novit presbyter de Neuvy (gegen 1030 und 1187), Nevi (1095–1100), Novus vicus (gegen 1245), La ville de Neufvy (1405 und 1565), Nevy-en-Mauges (1483), Nuefvy (1579), Nefvy-en-Maulge (1630), Nevy (1793), Neuvy (1803), Neuvy-en-Mauges (seit 1895).
Sieben polierte Äxte aus der Urgeschichte und zwei Palstab-Äxte bretonischen Typs sind auf dem Ortsgebiet gefunden worden. Eine Kirche existierte seit Anfang des 11. Jahrhunderts, zumindest eine Kapelle mit einem Pfarrverweser. Sie wurde im Jahre 1217 vom Seigneur von La Brissionnère dem Kapitel von Saint-Léonard in Chemillé gestiftet. Die Oberhoheit der Pfarrgemeinde lag bis zum 15. Jahrhundert bei den Lehnsherren von La Brissionnère und ging an das Schloss Le Lavoir über, das es bis zur Französischen Revolution behielt. Die Bewohner von Neuvy-en-Mauge nahmen am Aufstand der Vendée, dem bewaffneten Kampf der royalistisch-katholisch gesinnten Landbevölkerung gegen Repräsentanten und Truppen der Ersten Französischen Republik teil. Am 26. Januar 1794 wurde ein Bataillon Republikaner von Truppen unter Führung von Henri de La Rochejaquelein geschlagen. Die Höllenkolonnen von Louis Grignon steckten in der Folge das Dorf in Brand und richteten ein Massaker unter den Dorfbewohnern an.

## Bevölkerungsentwicklung
| Neuvy-en-Mauges: Einwohnerzahlen von 1793 bis 2020                                                                         | Neuvy-en-Mauges: Einwohnerzahlen von 1793 bis 2020 | Neuvy-en-Mauges: Einwohnerzahlen von 1793 bis 2020 | Neuvy-en-Mauges: Einwohnerzahlen von 1793 bis 2020 | Neuvy-en-Mauges: Einwohnerzahlen von 1793 bis 2020 |
| --- | -------------------------------------------------- | -------------------------------------------------- | -------------------------------------------------- | -------------------------------------------------- |
| Jahr |                                                    |                                                    |                                                    | Einwohner                                          |
| 1793 | 1793                                               |                                                    | 923                                                | 923                                                |
| 1800 | 1800                                               |                                                    | 794                                                | 794                                                |
| 1806 | 1806                                               |                                                    | 821                                                | 821                                                |
| 1821 | 1821                                               |                                                    | 899                                                | 899                                                |
| 1831 | 1831                                               |                                                    | 830                                                | 830                                                |
| 1836 | 1836                                               |                                                    | 1.014                                              | 1.014                                              |
| 1841 | 1841                                               |                                                    | 1.049                                              | 1.049                                              |
| 1846 | 1846                                               |                                                    | 1.156                                              | 1.156                                              |
| 1851 | 1851                                               |                                                    | 1.133                                              | 1.133                                              |
| 1856 | 1856                                               |                                                    | 1.160                                              | 1.160                                              |
| 1861 | 1861                                               |                                                    | 1.183                                              | 1.183                                              |
| 1866 | 1866                                               |                                                    | 1.146                                              | 1.146                                              |
| 1872 | 1872                                               |                                                    | 1.072                                              | 1.072                                              |
| 1876 | 1876                                               |                                                    | 1.085                                              | 1.085                                              |
| 1881 | 1881                                               |                                                    | 1.051                                              | 1.051                                              |
| 1886 | 1886                                               |                                                    | 1.063                                              | 1.063                                              |
| 1891 | 1891                                               |                                                    | 1.036                                              | 1.036                                              |
| 1896 | 1896                                               |                                                    | 1.057                                              | 1.057                                              |
| 1901 | 1901                                               |                                                    | 1.028                                              | 1.028                                              |
| 1906 | 1906                                               |                                                    | 1.001                                              | 1.001                                              |
| 1911 | 1911                                               |                                                    | 950                                                | 950                                                |
| 1921 | 1921                                               |                                                    | 873                                                | 873                                                |
| 1926 | 1926                                               |                                                    | 878                                                | 878                                                |
| 1931 | 1931                                               |                                                    | 846                                                | 846                                                |
| 1936 | 1936                                               |                                                    | 850                                                | 850                                                |
| 1946 | 1946                                               |                                                    | 877                                                | 877                                                |
| 1954 | 1954                                               |                                                    | 859                                                | 859                                                |
| 1962 | 1962                                               |                                                    | 837                                                | 837                                                |
| 1968 | 1968                                               |                                                    | 826                                                | 826                                                |
| 1975 | 1975                                               |                                                    | 819                                                | 819                                                |
| 1982 | 1982                                               |                                                    | 796                                                | 796                                                |
| 1990 | 1990                                               |                                                    | 729                                                | 729                                                |
| 1999 | 1999                                               |                                                    | 709                                                | 709                                                |
| 2006 | 2006                                               |                                                    | 782                                                | 782                                                |
| 2013 | 2013                                               |                                                    | 802                                                | 802                                                |
| 2020 | 2020                                               |                                                    | 832                                                | 832                                                |
| Quelle(n): EHESS/Cassini bis 1999, INSEE ab 2006 Anmerkung(en): Ab 1962 offizielle Zahlen ohne Einwohner mit Zweitwohnsitz |                                                    |                                                    |                                                    |                                                    |

Der Bevölkerungsrückgang am Ende des 18. und zu Beginn des 19. Jahrhunderts ist eine Folge der Unruhen im Rahmen des Aufstands der Vendée.

## Sehenswürdigkeiten
- Kirche Saint-Martin-de-Vertou, dreischiffiger Neubau mit Orientierung Südwest nach Nordost aus dem Jahre 1875
- Kapelle Notre-Dame-de-Grâce
- Schloss Le Lavouër, erbaut 1785, Fassaden und Dächer des Schlosses und der Nebengebäude seit 1969 als Monument historique eingeschrieben
- Schloss Morosière
- Herrenhaus L’Aunay-Gontard aus dem 17. Jahrhundert, Fassaden und Dächer seit 1972 als Monument historique eingeschrieben

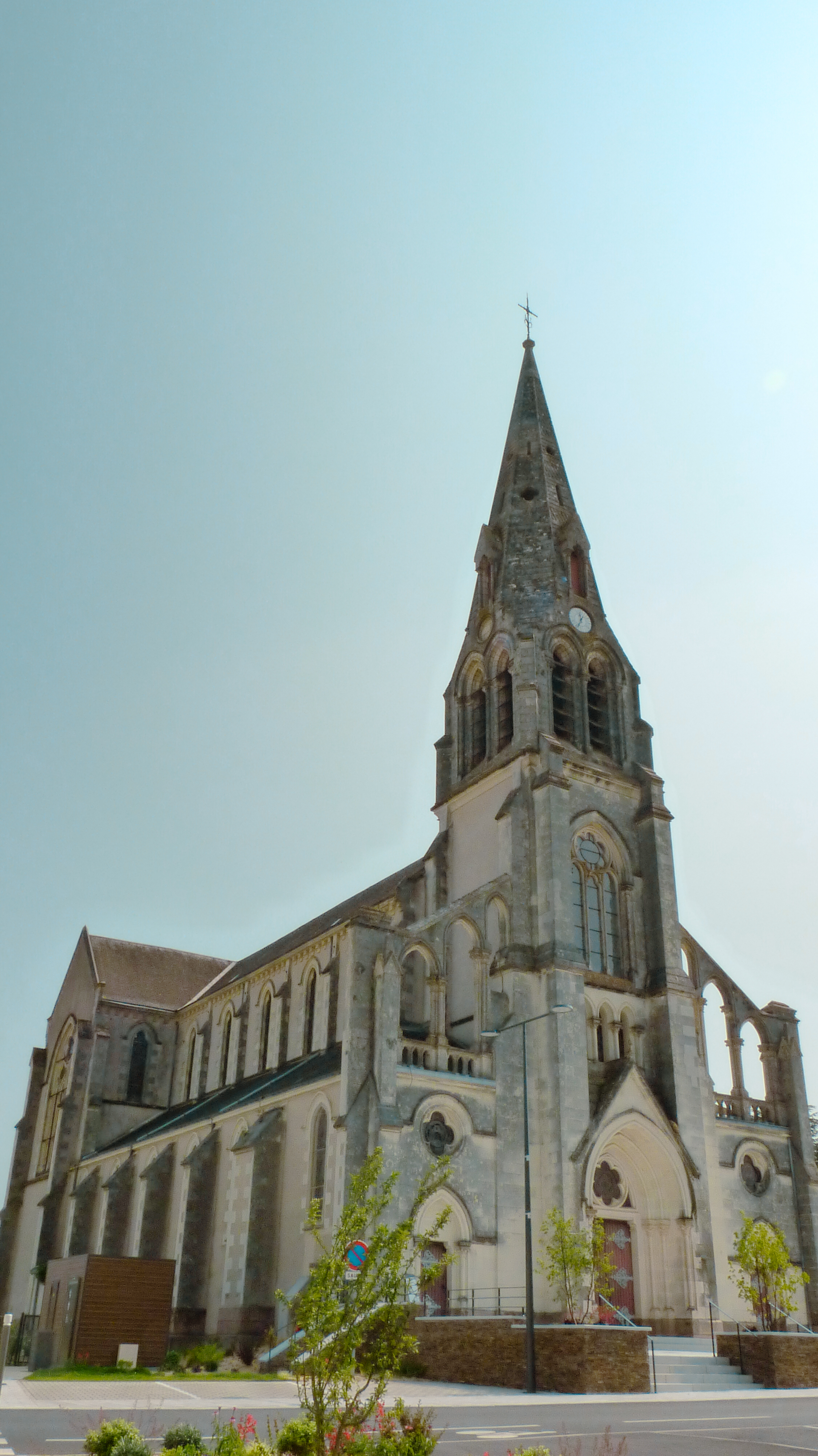
Kirche Saint-Martin-de-Vertou
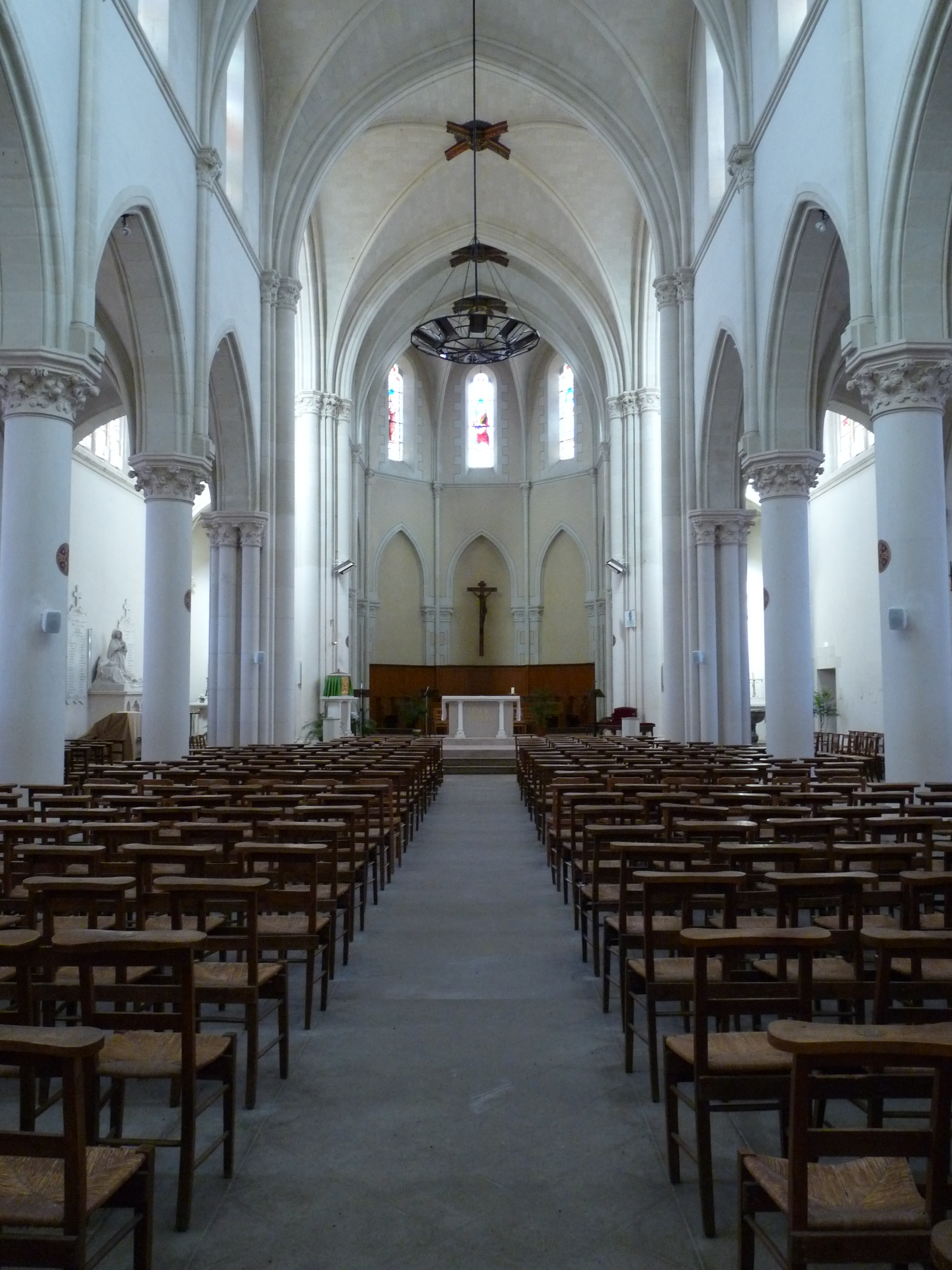
Innenraum
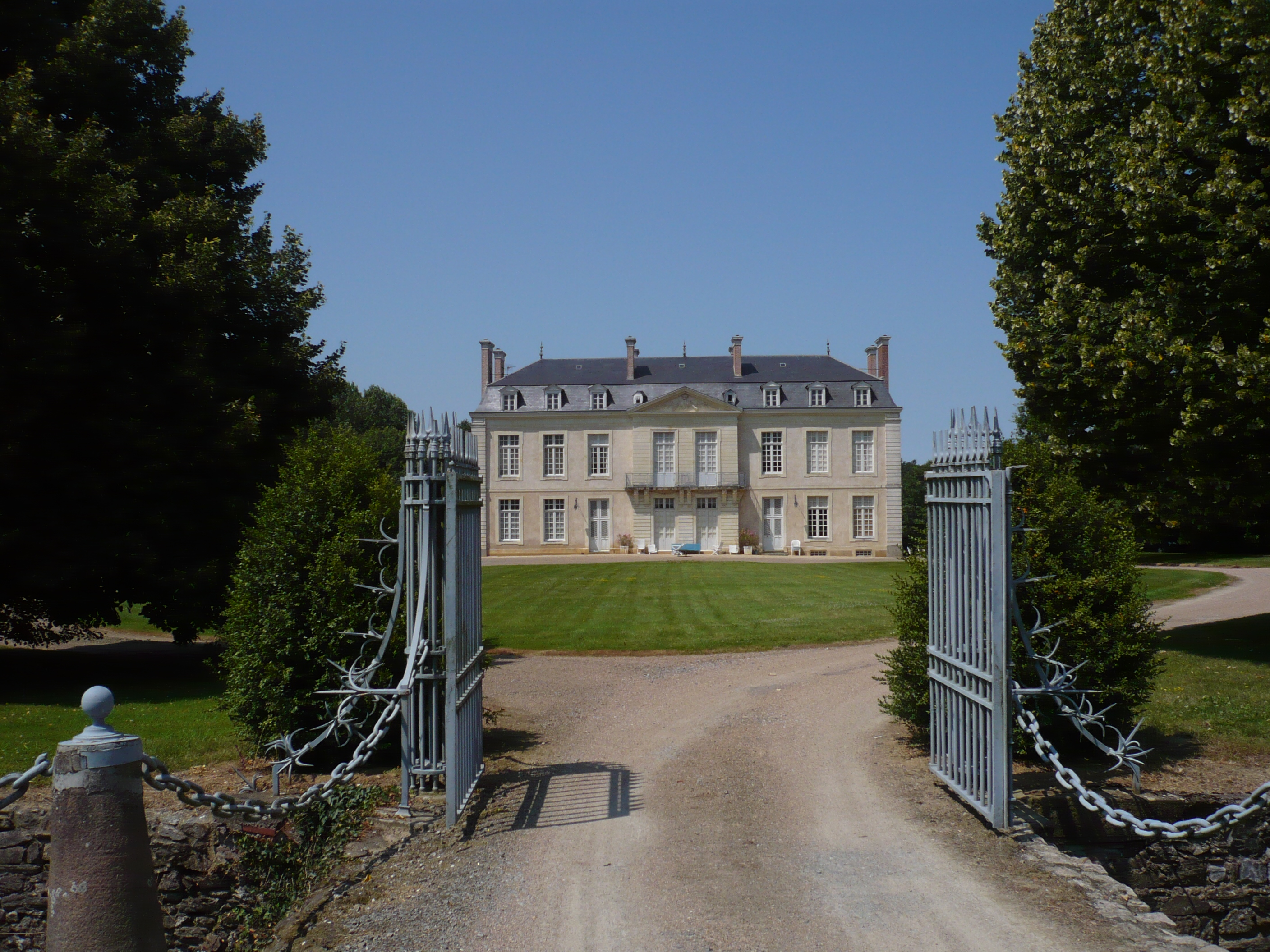
Schloss Le Lavouër